# Noppakao Dechaphatthanakun
Noppakao Dechaphatthanakun (นพเก้า เดชาพัฒนคุณ; nascido em 9 de setembro de 1994), apelidado de Kao (เก้า) é um ator, modelo e cantor tailandês. Ele é atualmente contratado do Channel 3. Ele é mais conhecido por seus papéis em Until We Meet Again (2019) e Lovely Writer: The Series (2021).

## Início da vida e educação
Noppakao Dechaphatthanakun nasceu em 9 de setembro de 1994, em Phayao. Ele se formou como bacharel pela Universidade Rangsit na Faculdade de Artes da Comunicação.

## Carreira

### Atuando
Em 2018, Noppakao começou a entrar na indústria do entretenimento por meio de audições. Ele era bem conhecido durante "2MoonsAudition" por ser um ator em 2Moons: The Series. No entanto, ele não passou na audição. Ele fez sua estreia no mesmo ano como Athida, um papel de apoio em Sapai Ka Fak, que foi ao ar no Channel 3. Em 2019, Noppakao foi escalado como Korn Ariyasakul em Until We Meet Again e sua popularidade continuou a crescer rapidamente depois que a série foi ao ar.
Em 2021, ele foi pareado com Poompat Iam-samang em na série BL Lovely Writer: The Series. A série foi adaptada de um romance e foi ao ar no Channel 3. Mais tarde, a série foi lançada no canal de YouTube da Channel 3. A série terminou com um ótimo feedback do público.
Em dezembro de 2021, foi relatado que Noppakao assinou um contrato com o Channel 3.

### Música
Em 2020, Noppakao se juntou a um projeto especial chamado "BOYFRIEND" e foi liderado pela gravadora GMM Grammy. Em 6 de outubro de 2020, ele lançou seu primeiro single "คิดได้" com Sapol Assawamunkong sob o projeto "BOYFRIEND".

## Filmografia

### Cinema
| Ano  | Título           | Personagem           | Notas           |
| ---- | ---------------- | -------------------- | --------------- |
| 2014 | Summer to Winter | Novo namorado de Nam | Papel convidado |
| 2025 | Follow           | Way                  | Papel principal |

### Televisão
| Ano  | Título                    | Personagem           | Notas            | Canal     |
| ---- | ------------------------- | -------------------- | ---------------- | --------- |
| 2018 | Sapai Ka Fak              | Athida               | Papel recorrente | Channel 3 |
| 2019 | Until We Meet Again       | Korn Ariyasakul      | Papel principal  | LINE TV   |
| 2021 | Lovely Writer: The Series | Nubsib / "Sib"       | Papel principal  | Channel 3 |
| 2024 | Duangjai Dhevaprom        | M.L. Saruj Juthathep | Papel principal  | Channel 3 |
| TBA  | Before Sunset             | Tawan                | Papel principal  | Channel 3 |

## Discografia
| Ano  | Título    | Notas                               |
| ---- | --------- | ----------------------------------- |
| 2019 | โชคดีแค่ไหน | com o elenco de Until We Meet Again |
| 2020 | คิดได้      | com Sapol Assawamunkong             |